# Rue Legouvé
La rue Legouvé est une voie du 10e arrondissement de Paris, en France.

## Situation et accès
La rue Legouvé est une voie publique située dans le 10e arrondissement de Paris. Elle débute au 57, rue de Lancry et se termine au 24, rue Lucien-Sampaix.

## Origine du nom
Elle porte le nom du littérateur français Ernest Legouvé (1807-1903).

## Historique
Cette voie, formée vers 1820 sur les terrains appartenant à M. Huet sous le nom d'« impasse Sainte-Opportune », était une voie privée avant 1877.
Par arrêté du 1er février 1877, elle est classée comme voie publique sous le nom d'« impasse de Lancry ».
La voie est prolongée, par décret du 28 mai 1902, sur une longueur de 29 mètres environ, jusqu'à la rue Lucien-Sampaix. Devenue rue, elle prend sa dénomination actuelle par arrêté du 11 mai 1904.
Le 23 mars 1918, durant la première Guerre mondiale, un obus lancé par la Grosse Bertha explose au no 2 rue Legouvé.